# 비즈니스계 거물
비즈니스계 거물 또는 큰손이라 칭하는 기업가(또는 경영주)로, 여려 계열의 기업을 창설하거나 소유해 막대한 부를 달성한 사람을 칭한다.
이 용어는 주로 개인 기업 소유권이나 지배적인 주주 지위를 통해 상품이나 서비스가 널리 소비되는 기업이나 사업을 컨트롤하는 파워가 있는 기업가나 투자자를 의미한다. 
이러한 개인들은 역사에 걸쳐 다양한 용어로 칭해져왔는데 아래와 같다. 
(19세기 후반의)벼락부자(robber barons, 미국), 산업계의 거물(captains of industry=leading industrialists), 거물(Moguls), 집권층(oligarchs), 재벌(plutocrats) 또는 기업가(tai-pans,  주로 홍콩/중국 내 사업체의 외국인)